# Boeing Model C

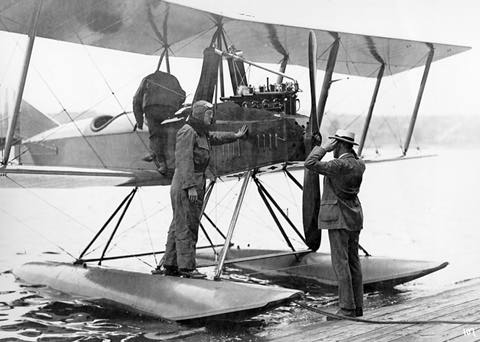
Een Boeing Model C van de Amerikaanse marine

De Boeing Model C is een tweepersoonswatervliegtuig dat dienstdeed als lesvliegtuig bij de Amerikaanse strijdkrachten. Het was het eerste commercieel succesvolle model van vliegtuigbouwer Boeing.
Er werden in totaal 56 stuks van het C-type gebouwd, waarvan 55 met twee drijvers. Het C-1F-type was uitgerust met één grote drijver en een kleinere onder elke vleugel en werd aangedreven door een Curtiss OX-5-motor.
De Amerikaanse marine kocht 51 toestellen, waaronder de C-1F, het Amerikaanse leger kocht twee landversies (gewoon landingsgestel) met twee zitplaatsen naast elkaar, de zogenaamde EA-versie. De laatste Model C werd gebouwd voor Boeingoprichter William Boeing en werd de C-700 genoemd, omdat het serienummer van het laatste marinevliegtuig dat was gebouwd 699 was. William Boeing en Eddie Hubbard maakten op 3 maart 1919 met de C-700 de eerste internationale postbezorgingsvlucht van Vancouver naar Seattle, waarbij 60 brieven werden vervoerd.